# 25 O'Clock
(dalle note di copertina del disco)
25 O'Clock è il disco d'esordio del gruppo rock inglese dei The Dukes of Stratosphear, ma in realtà l'ottavo lavoro in studio degli XTC. Il mini album venne pubblicato il 1º aprile 1985 per l'etichetta Virgin Records. Concepito originariamente come un album normale con dieci brani, ne vennero registrati soltanto sei a causa del poco tempo disponibile. Fu pubblicizzato come una raccolta perduta di registrazioni di un fantomatico gruppo di rock psichedelico della fine degli anni '60, ma in realtà consisteva in nuovi brani registrati da Andy Partridge, Colin Moulding e Dave Gregory degli XTC ai quali si aggiunse il fratello di quest'ultimo, Ian Gregory.
Il progetto venne concepito da Partridge come un'escursione unica nella musica psichedelica nello stile degli anni '60. Durante la registrazione vennero stabilite tre regole: le canzoni dovevano seguire le convenzioni della psichedelia degli anni 1967 e 1968, non più di due riprese consentite e utilizzare dove possibile attrezzature vintage e strumentazione dell'epoca. La Virgin diede al gruppo 5.000 sterline e un termine limite di due settimane per le sessioni di registrazione, in cui i componenti del gruppo adottarono pseudonimi e si vestirono con abiti dell'epoca.
Alla sua uscita nel Regno Unito, il mini album vendette circa 30 000 copie, all'incirca il doppio dell'ultimo album degli stessi XTC, The Big Express (1984), anche prima che l'identità dei Dukes fosse resa pubblica. Venne pubblicato anche un singolo, The Mole from the Ministry, che era un pastiche totalmente improvvisato alla maniera dei Beatles di Magical Mystery Tour. 25 O'Clock ebbe un seguito nel 1987 con l'album Psonic Psunspot, che conteneva un brano originariamente destinato a questo lavoro, Have You Seen Jackie?. Un altro brano che in origine era destinato qui, Big Day, venne considerato dai componenti del gruppo troppo raffinato e quindi, rielaborato, venne immesso nell'album successivo a loro nome, Skylarking (1986). Altri due brani previsti ad essere inseriti in quest'album, Nicely Nicely Jane e Susan Revolving rimasero allo stato di demo e vennero pubblicati soltanto nel 2009.

## Retroscena iniziali

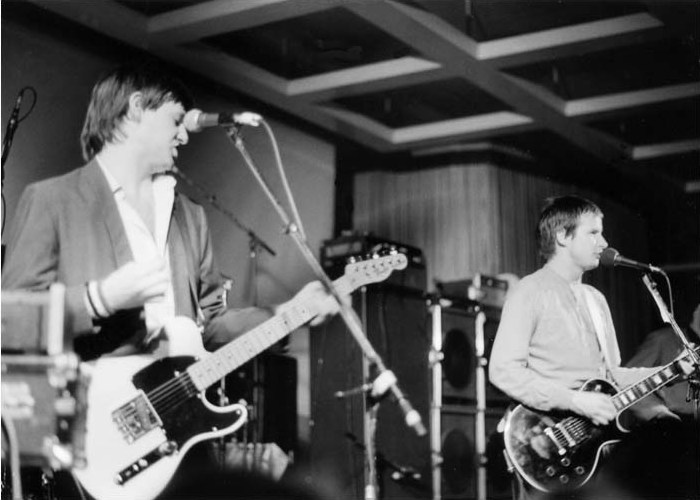
Dave Gregory e Andy Partridge durante una delle esibizioni dal vivo degli XTC. Entrambi erano appassionati del rock psichedelico della fine degli anni '60, mentre Colin Moulding seguiva il genere heavy metal e, affascinato dei risultati ottenuti, scoprì anch'esso la psichedelia autentica durante la realizzazione di Skylarking.

Quando il chitarrista Dave Gregory fu invitato a unirsi agli XTC nel 1979, Partridge apprese che entrambi condividevano una passione di lunga data per la musica psichedelica degli anni '60. Partridge gli propose di fondare un alter ego del gruppo che suonasse musica di quello stile, traendo ispirazione da The Piper at the Gates of Dawn dei Pink Floyd, Magical Mystery Tour dei Beatles e anche da Their Satanic Majesties Request dei Rolling Stones, e ipotizzò un primo nome per la fantomatica band, Electric Bone Temple. Un album di canzoni in quello stile fu immediatamente preso in considerazione, ma il gruppo non riuscì a realizzarlo a causa dei loro obblighi commerciali nei confronti della Virgin Records. Un'altra considerazione di Partridge riguardava l'antipatia del movimento punk nei confronti della musica pop del passato. Gli XTC interruppero nel 1982 le tournée e iniziarono immediatamente a porre l'attenzione su una maggiore rifinitura del loro sound in studio di registrazione. Durante la realizzazione dell'album The Big Express, nel 1984, Partridge iniziò a comporre brani potenzialmente adatti ad essere suonati nello stile psichedelico, e il primo brano che compose fu Your Gold Dress. Partridge, in seguito, ricordò di «cominciare [a non essere in grado] di contenere il desiderio di fare quel disco. Lo potevo vedere fuoriuscire prima».
Nel novembre 1984, un mese dopo l'uscita di The Big Express, Partridge si recò a Monmouth, in Galles, con il tecnico del suono John Leckie per produrre l'album Miss America della cantautrice Mary Margaret O'Hara, che in precedenza aveva firmato un contratto con la Virgin. Partridge e Leckie furono licenziati a causa di conflitti legati alle loro mancanze di affiliazioni religiose (O'Hara era una cattolica devota). Partridge si sentì ispirato dal brano psichedelico di Nick Nicely del 1982 Hilly Fields 1892 e ideò un progetto discografico per colmare il vuoto venutosi improvvisamente a creare nel suo programma; accantonò l'idea di denominare il gruppo fittizio Electric Bone Temple, riesumando invece uno dei nomi con i quali, nel 1975, doveva intitolarsi il gruppo nel passaggio da Helium Kidz a XTC, vale a dire Dukes of Stratosphear, al quale aggiunse l'articolo The. Le regole erano le seguenti: le canzoni dovevano seguire le convenzioni della psichedelia del 1967 e 1968; non sono consentite più di due session per ogni brano; usare dove possibile strumenti vintage e attrezzature sonore dell'epoca. Partridge, oltre a Your Gold Dress, aveva diverse idee per realizzare un album normale con dieci brani. Leckie accettò di produrre quel progetto e cercò uno studio di registrazione per la band il più possibile economico. Partridge alla fine prese in affitto uno studio di registrazione nei pressi di Hereford, i Chapel Lane Studios, che in origine era una chiesa in seguito sconsacrata; al piano terra c'era la sala di registrazione e al piano superiore il deposito dei dischi di una piccola etichetta britannica di musica sacra. Partridge invitò a partecipare alle registrazioni gli altri componenti degli XTC, con in aggiunta alla batteria il fratello di Dave, Ian Gregory, dato che il gruppo non aveva un batterista disponibile in quel momento.

## Concezione e produzione
La Virgin Records, sebbene scettica, prestò al gruppo 5.000 sterline e, nel dicembre del 1984 furono impiegate due settimane per la registrazione e il missaggio dell'album. Delle dieci idee di canzoni da realizzare alla fine ne vennero realizzate soltanto sei a causa della mancanza di tempo disponibile. Oltre a Your Gold Dress e alla title track, vennero Bike Ride to the Moon, My Love Explodes e What in the World??..., l'unico brano composto da Moulding, che portò anche un secondo brano suo, Big Day, che però il gruppo scartò poiché considerato troppo bello e raffinato per lo stile piuttosto spigoloso che stava assumendo quel lavoro. La sesta, The Mole from the Ministry, venne composta e realizzata da Partridge direttamente nello studio di registrazione. Altri brani, Have You Seen Jackie?, Nicely Nicely Jane e Susan Revolving, rimasti allo stato di demo, vennero alla fine scartati e soltanto il primo sarà rielaborato e recuperato tre anni più tardi. Partridge in tempi successivi, ha ripensato alla sua realizzazione come «la più divertente che abbiamo mai avuto in uno studio di registrazione».
Ogni musicista adottò uno pseudonimo: Sir John Johns per Andy Partridge (voce e chitarra), The Red Curtain per Colin Moulding (basso elettrico), Lord Cornelius Plum per Dave Gregory (pianoforte e organo), e E.I.E.I. Owen per Ian Gregory (batteria e percussioni). Il nomignolo adottato da Partridge proveniva da un personaggio marziano del 1967 dei fumetti della DC Comics, mentre quello di Moulding era derivato da un vecchio soprannome, risalente ai primi anni '70, che si riferiva alla lunghezza dei suoi capelli. La band durante le session di registrazione si vestì con abiti Paisley e, per ricreare il più possibile una certa atmosfera, accese candele profumate. Partridge inoltre ricordò: «Dave Gregory prese un po' troppo sul serio il progetto dei Dukes. Si bardò come un elefante con bagliori eccessivi di ninnoli vistosi come una grande cintura bianca, perline e accessori annessi; noi tre eravamo un po' preoccupati.» Contrariamente a lui e Gregory, «Colin Moulding era invece un giovane che seguiva l'heavy metal. Era più interessato ai Black Sabbath, agli Uriah Heep e ai gruppi di questo genere. Quindi non aveva molta conoscenza del rock psichedelico.» Moulding, in seguito, affascinato dai risultati ottenuti, scoprì la psichedelia autentica due anni dopo, durante le session di Skylarking quando ascoltò per la prima volta l'album di debutto dei Pink Floyd.

## Brani del mini album originale

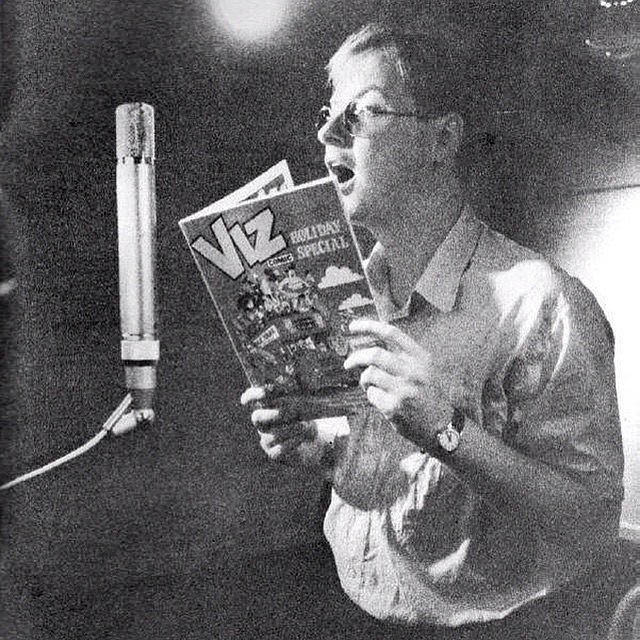
Andy Partridge (qui fotografato nel 1988) ha composto e cantato cinque dei sei brani del mini album.

Partridge scrisse cinque delle sei canzoni del mini album, con la sola eccezione di What in the World?.., scritta da Moulding.

### Lato A

#### 25 O' Clock
25 O' Clock, inizia con effetti sonori dei ticchettii di pendole, lo squillare delle sveglie e il pulsare del basso elettrico. Narra di un innamorato spasimante che vorrebbe frantumare i cronometri e fare a pezzi tutti gli orologi per tentare di raggiungere una fantomatica venticinquesima ora, fino al momento in cui "alle venticinque in punto sarai mia e staremo insieme fino alla fine dei tempi". Musicalmente il brano strizza l'occhio smaccatamente al classico della psichedelia statunitense I Had Too Much to Dream (Last Night) degli Electric Prunes, il quale non a caso è anche il brano di apertura della fondamentale antologia Nuggets: Original Artyfacts from the First Psychedelic Era, 1965-1968.

#### Bike Ride to the Moon
Bike Ride to the Moon si rifaceva sin dal titolo al brano di chiusura dell'album dei Pink Floyd The Piper at the Gates of Dawn, ovvero Bike, e anche a My White Bicycle dei Tomorrow. Qui l'effetto sonoro prevalente è quello della catena di una bicicletta che procede dapprima spedita e col procedere della canzone, sempre più lentamente fino a fermarsi. Una coppia di innamorati immagina di pedalare speditamente verso il satellite terrestre, portandosi dietro qualsiasi oggetto utile; una teiera, un sacco a pelo pronto a condividere alla bisogna e forse anche altro, per difendersi da una misteriosa creatura lunare che poi si rivelerà essere lo stesso fidanzato. All'improvviso, lui si accorge di avere dimenticato qualcosa a casa, poiché "un puntuto Sputnik mi ha forato una gomma cosmica" ed è costretto a interrompere il viaggio. Compaiono qui i personaggi di Uncle Alfred e Auntie Jane, zii del protagonista del brano, che dovevano essere tra i protagonisti di un progetto di film basato sul mini album che alla fine non andò in porto.

#### My Love Explodes
Il primo lato termina con My Love Explodes, la seconda canzone d'amore del mini album. Il protagonista immagina di essere una persona speciale per la sua donna che è oppressa da "uomini regolari in bombetta di plastica" e da "muri che si chiudono guastando il suo paradiso". Alla fine lui le rivela di attendere miliardi di persone a cui basta la forza di un bacio per salvarli tutti. Per la musica, Partridge afferma: «Direi che sono gli Yardbirds di Over Under Sideways Down incrociati con i Pretty Things e chiunque altro avesse qualche maracas per le mani e i capelli a caschetto.» Il brano termina con un crescendo culminante nell'effetto sonoro di una esplosione e, al termine, una voce filtrata rivela, tra le altre cose, che "that's the most obscene abomination of a song!", ossia "questa è il più osceno abominio di canzone!"

### Lato B

#### What in the World??...
Il secondo lato si apre con What in the World??..., l'unico brano dell'album composto da Colin Moulding. In esso si immagina un mondo futuribile come sarebbe nel quadriennio tra il 2032 e il 2035; tra casalinghe che danno scandalo, donne che combattono guerre quotidiane sul lavoro e uomini annoiati che rimangono a casa a ramazzare i pavimenti e sbrigare le faccende domestiche il protagonista si domanda cosa sta accadendo nel mondo e ricorda quel tempo "quando gli anziani erano rispettati, cedevano il posto a sedere sul bus e aprivano la porta di casa senza fare storie". In quel mondo immaginario ma non troppo, tra cannabis somministrata nel tè e acido distribuito gratis, lui si lamenta del modo in cui "ragazzi e ragazze si rivolgono ai propri genitori", terminando però con un eloquente "chi si aggiudicherà la ragazza?". Moulding nel brano ricorda anche suo padre, Charlie Moulding, deceduto per attacco cardiaco due anni prima, nel verso "If daddy could see today he'd be turning in his grave", ovvero "Se papà potesse vedere l'oggi si rivolterebbe nella tomba". Sul piano musicale, Partridge ricorda che «è fatta di pezzettini dei Manfred Mann con frammenti di Only a Northern Song e frattaglie di It's All Too Much; più una mezza dozzina di dischi ECM girati a mano.»

#### Your Gold Dress
Your Gold Dress, primo brano composto per questo lavoro durante le session di The Big Express era la terza canzone d'amore, stavolta imperniata sulle sensazioni che il protagonista ha di fronte al vestito d'oro della sua fidanzata. Nel testo viene citato esplicitamente il pittore Salvador Dalí nel verso "A thousand melting Dalì Guitars make no sound", ovvero "Un migliaio di chitarre di Dalì che si sciolgono non emettendo suono". Partridge disse: «l'idea base è il più stupido riff mai scritto nella storia dei riff, e su quello abbiamo costruito il pezzo. La sonorità l'abbiamo rubata al Nicky Hopkins di She's a Rainbow, e dico Nicky Hopkins perché quel disco è suo, senza di lui gli Stones di quell'epoca non avrebbero mai quagliato niente. Hopkins è We Love You ed è Their Satanic Majesties Request, uno dei miei album preferiti di tutti i tempi.»

#### The Mole from the Ministry
Il mini album si chiude con The Mole from the Ministry, un brano che ricalca anche a livello musicale i Beatles di Magical Mystery Tour e nella fattispecie I Am The Walrus. Nel testo il protagonista, invece di un tricheco, è stavolta una talpa operante nei sotterranei di un ministero non meglio specificato, impegnata a scavare buche in prati e giardini trasformandoli in montagne russe, che lavora di preferenza nei ripostigli e ancora più nell'animo di quelle persone che hanno qualcosa da nascondere, "tutti voi v'inchinerete a me, sono la vostra cattiva coscienza e non mi catturerete". La talpa rappresenta i cattivi pensieri umani, "che mina alle fondamenta il vostro mondo, e voi non dovreste pensarmi" poiché nella chiosa finale, "pesce e ospite puzzano dopo tre giorni". Il finale del brano è ispirato a quello di Strawberry Fields Forever, con effetti rallentati e ripresa improvvisa quando sembrava essere giunto al termine. L'album termina sorprendentemente con uno scherzo simile a quello del finale di Sgt. Pepper's Lonely Hearts Club Band dopo la conclusione di A Day in the Life.

## Realizzazione
(Testo del comunicato stampa di presentazione del mini album)
Il disco venne presentato come una raccolta perduta di registrazioni di un gruppo di rock psichedelico della fine degli anni '60. Partridge disegnò la copertina del lavoro sul suo tavolo da cucina usando pennarelli colorati e lettere fotocopiate del XIX° secolo. La Virgin pubblicizzò i Dukes come un nuovo misterioso gruppo e quando durante le interviste gli fu chiesto dell'album, lui e i componenti in principio negarono di avere qualche coinvolgimento. Partridge si occupò di stilare un bizzarro comunicato stampa che venne consegnato ai giornalisti in sede di presentazione e girò un video musicale del brano The Mole from the Ministry di circa sei minuti, parte in bianco e nero e parte a colori, nello spiazzo antistante la sala di registrazione nei pressi di Hereford, nel quale Partridge, Moulding e Dave Gregory indossano mascherine per nascondere la loro identità mentre il batterista Ian Gregory, poco conosciuto, mostra il suo volto. Fu il primo e unico loro video musicale in cui l'etichetta discografica concesse al gruppo una libertà creativa totale e venne prodotto per il programma musicale RPM della BBC West. Partridge dichiarò in seguito: «Questo è l'unico dei nostri video che mi è veramente piaciuto, l'unico che posso vedere volentieri [...] ogni piccolo film promozionale [del 1967] che abbiamo potuto trovare, li abbiamo messi dentro alle nostre idee». In uno dei cartelli del videoclip veniva esplicitamente citato l'album d'esordio del 1967 della band statunitense di rock psichedelico dal nome bizzarro The Peanut Butter Conspiracy intitolato The Peanut Butter Conspiracy is Spreading. Inizialmente pubblicato in Gran Bretagna il 1º aprile del 1985, alla stregua di un pesce d'aprile, il lavoro ottenne lusinghieri consensi di pubblico e critica, vendette circa 30 000 copie, all'incirca il doppio dell'album precedente degli stessi XTC, The Big Express, e a fronte di questo successo inaspettato il mini album venne presentato anche negli Stati Uniti, dove ebbe vendite considerevoli.
Dopo la pubblicazione del lavoro, Partridge, forse incredulo dello stupore suscitato, fece sapere che «I Dukes sono attualmente a spasso per l'Himalaya e, se il cibo non finirà prima o altri casini, torneranno in Gran Bretagna in autostop non prima dell'inizio dell'anno prossimo». Subito dopo la pubblicazione del secondo loro album, tra i diversi progetti di prequel e sequel del fantomatico gruppo psichedelico, di volta in volta ambientati nella fase del Merseybeat, una parodia sotto forma di glitter rock che doveva essere denominata "The Stratosphear Gang" e la finta rock opera The Great Royal Jelly Scandal, venne presa in considerazione anche la realizzazione di un film d'animazione basato sui sei brani di 25 O' Clock alla stregua di Yellow Submarine dei Beatles. Partridge ricordò: «C'era un bel progetto che coinvolgeva i Media Lab di Godley & Creme, doveva occuparsene un collaboratore che era un nostro grande fan, Steve Blood, che venne licenziato prima di attuare la cosa. Era un cortometraggio basato sulla figura di Uncle Alfred, un personaggio di 25 O'Clock, che costruisce un orologio di venticinque ore come oggetto promozionale per i Dukes. Ma le Talpe dei Ministero, che vivono sottoterra in un grande palazzo a forma di cipolla del nonno, glielo rubano e così i Dukes sono costretti a mettersi alla ricerca. Doveva essere un film di tracce qua e là, un nascondino per immagini come Catch Us If You Can dei Dave Clark Five». Nel successivo album degli XTC, Skylarking (1986) i Dukes furono bizzarramente citati nelle note di copertina, ringraziandoli "per aver prestato le loro chitarre".

## Tracce
Lato A
1. 25 O'Clock – 5:03
2. Bike Ride to the Moon – 2:24
3. My Love Explodes – 3:50

Lato B
1. What in the World??... – 5:01
2. Your Gold Dress – 4:38
3. The Mole from the Ministry – 5:12